# Tempête tropicale Rosa (2006)
Pour les articles homonymes, voir Tempête tropicale Rosa.
La tempête tropicale Rosa est la 19e dépression tropicale et la 17e tempête tropicale de la saison cyclonique 2006 pour le bassin nord-est de l'océan Pacifique. Le nom Rosa avait déjà été utilisé en 1978, 1982, 1994 et 2000.

## Chronologie
Le 6 novembre, une zone de conditions météorologiques perturbées a été remarquée au large de la côte pacifique d'Amérique centrale. En se déplaçant vers l'ouest, une dépression s'est formée et s'est approfondie, et le 8 novembre, elle a été déclarée dépression tropicale, le 19 de la saison. Il s'agit du premier cyclone tropical de novembre dans l'est du Pacifique nord depuis le 16-E de 2002.